# Еліас Канетті
Е́ліас Кане́тті (англ. Elias Canetti, 25 липня 1905 — 14 серпня 1994) — німецькомовний письменник і філософ єврейського походження. Народився в місті Русе, Болгарське князівство. Громадянин Великої Британії (з 1952). Лауреат Нобелівської премії з літератури за роман «Засліплення» (1981). Автор поняття «акустична маска». Помер у Цюриху, Швейцарія.

## Біографія

### Дитинство і юність
Народився 25 липня 1905 року в м. Русе в Князівстві Болгарія. Його батьки Жак та Матильда Канетті походили із заможної сефардської родини й переїхали до Болгарського князівства з Османської імперії. 1911 року родина виїхала до родичів у Манчестер, де батьки змогли одержати роботу. Шість років, проведених у Болгарії, Канетті яскраво описав у першому томі своїх спогадів. Проте в Англії родина була недовго. Несподівано в жовтні 1912 року помер батько Канетті. Мати вирішила переїхати з Еліасом та його двома молодшими братами до Відня. Лише тепер Еліас почав вивчати німецьку мову за допомогою матері, оскільки його рідною була мова ладіно, а в Англії він опанував англійську й трохи французьку. Внаслідок подій Першої світової війни та через слабке здоров'я матері Канетті часто переїжджають. У 1916—1921 роках Канетті мешкає в Цюриху, а в 1921—1924 роках — у Франкфурті-на-Майні, де й закінчує гімназію.

### Відень (1924—1938)
1924 року мати Канетті разом зі своїми молодшими синами вирішила оселитися у Французькій республіці, тоді як Еліас залишився у Відні, де студіював в університеті хімію й захистив докторську дисертацію в 1929 році. Водночас Канетті розвивав власні зацікавлення філософією й літературою. 1924 року він познайомився з Везою Таубнер, яка в 1934 році стане його дружиною. Веза Таубнер поділяла його захоплення літературою й підштовхувала до літературної кар'єри (пізніше вона сама стала письменницею). Проте Еліас Канетті під час навчання в університеті займався лише літературними вправами.
Протягом чотирьох років Еліас відвідував лекції сатирика Карла Крауса, якого в той час він буквально обожнював, як, зрештою, і багато його сучасників. Еліас починає збирати матеріал для дослідження про феномен маси (натовпу). Дослідження Гюстава Ле Бона та Зигмунда Фрейда видаються йому не достатніми. Особисті враження під час демонстрацій у Франкфурті (1922) та, особливо, коли він був свідком підпалу Палацу правосуддя у Відні (1927) підтверджують його міркування.
З часом Канетті розширює коло знайомств, проте консервативних кіл, як з політичного, так і з літературного погляду, він намагається уникати. Він контактує з представниками політичної лівиці, проте не бере активної участі в політичному житті. 1927 року закохується в угорську поетесу Іббі Ґордон. На початку 1928 року Гордон переїздить до Берліна, й на її запрошення Канетті проводить в Берліні літо 1928 року, де запізнається з тутешнім мистецьким колом, серед яких виділялися Джон Гартфільд, Віланд Герцфельде, Георг Гросс, Бертольд Брехт. Знайомиться з Ісааком Бабелем. У романі «Засліплення», який він пише протягом 1930—1931 років, зображає контраст між затишним Віднем та «божевільним» Берліном. 1932 року пише драму «Весілля», наступного року — «Комедію марнославства». Усі три твори спершу залишаються неопублікованими. Зростаюча відомість Канетті підштовхує його до публікації роману «Засліплення», але про подальшу літературну кар'єру в атмосфері антисемітизму й дедалі впливовішого нацизму говорити не доводиться. У 1934 році він одружується з Везою Таубнер-Кальдерон (Veza (Venetiana) Taubner-Calderon, 1897—1963). Після аншлюсу подружжя залишає Німеччину.

### Лондон (1939—1971)
Подружжя Канетті наприкінці 1938 року виїхало через Францію до Великої Британії. Часто змінюючи адреси, Канетті живуть в Лондоні та його передмістях. Протягом багатьох років вони винаймають дві окремі квартири; їхній шлюб не відповідав конвенційним уявленням того часу й був скоріше інтимною дружбою. Веза взяла на себе роль просування доробку її чоловіка та заохочення його до літературної праці. Паралельно Канетті мав багато коханок, що не впливало на стосунки з дружиною, якій все було відомо.
Після переїзду до Лондона Канетті зосередився на збиранні матеріалів та написанні своєї головної філософської роботи «Маса і влада». Протягом двадцяти років він нічого не публікує й працює лише над цим проєктом. 1946 року роман «Засліплення» публікують в англійському перекладі, що робить Канетті відомим у творчих колах Англії. Канетті спілкується з такими інтелектуалами, як Бертран Рассел, Еріх Фрід, Ділан Томас. 1952 року одержав британське громадянство. У цей період Канетті здійснив кілька невеликих подорожей по Англії, їздив до Провансу, Греції, Італії, в Марракеш.
У 1950-х роках праця «Маса і влада» вже була готова, проте Канетті зволікав з публікацією. Він знову звернувся до драматургії, написавши «Обмежені в часі». У 1960 році він таки опублікував «Масу і владу», але був розчарований невеликим резонансом. З 1963 року німецьке видавництво «Карл Гансер» взялося за публікацію як ранніх, так і нових творів Канетті, що врешті принесло йому широке визнання. У травні 1963 року померла дружина Канетті Веза.

### Цюрих (1972—1994)
У середині 60-х років Канетті запізнався з реставраторкою з Цюриха Герою Бушор (Hera Buschor), з якою невдовзі мав дуже близькі стосунки. Він часто відвідує Цюрих і 1971 року одружується з Герою та переїжджає роком пізніше до Швейцарії. 1972 року народжується дочка Йоганна. Канетті починає писати автобіографію, перший том якої «Порятований язик», присвячує дитинству і юності. 1977 року виходить друком його автобіографія, яку захоплено сприйняли як читачі, так і критики. 1981 року Канетті присуджено Нобелівську премію, проте він вирішує не давати жодних інтерв'ю й живе досить усамітнено, переймаючись лише родинними справами. Однак сімейна ідилія руйнується через захворювання дружини на рак. 1988 року дружина помирає. 1994 року помирає й сам Канетті у віці 89 років. Похований на цвинтарі Флунтерн у Цюриху. Більша частина його архіву та бібліотека на 20 000 томів відкрита для дослідників, проте «приватна» частина архіву (щоденники та більшість листів) за заповітом Канетті має залишатися недоступною протягом 30 років, тобто до 2024 року.

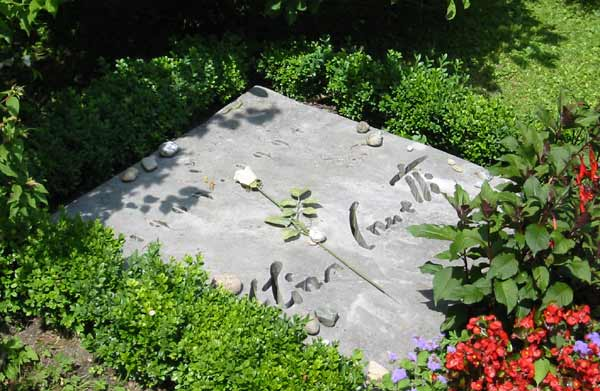
Могила Канетті на кладовищі в Цюриху

## Творчість
Канетті відомий як автор стилістично досконалих оповідань та п'єс з гротескними персонажами, що перебувають у психологічній кризі чи небезпеці. Персонажі його драм, за висловом самого Канетті, є своєрідними акустичними масками й зображають не так характери у розвитку, як кінцеві стани свідомості.
Найвідоміший твір письменника — роман «Засліплення», у якому, продовжуючи традиції Ф. Кафки, письменник пише про абсурдність і божевілля навколишнього світу. Головний герой роману — синолог Кінс, що живе у світі своїх книжок й намагається уникати будь-якого контакту з іншими людьми. Персонажі роману постають нездатними до комунікації, вони використовують один одного для задоволення власних нав'язливих ідей та потягів. У 1981 році твір відзначили Нобелівською премією з літератури. 
У доробку Канетті особливо вирізняється його книга «Маса і влада». Ця праця виходить за межі соціологічної студії, поєднує в собі елементи психології, методи етнології та паралелі з зоології. Поштовхом до написання праці стали масові заворушення 1927 року у Відні, свідком яких був Канетті. У книзі він намагається відповісти на питання, що таке маса, як вона утворюється, чим вона захоплює, яка її роль у сучасному суспільстві. Головна теза Канетті — індивід у масі позбувається суспільних обмежень. Соціальні відмінності у масі знівельовуються й індивід одержує назад свою свободу. Відкрита маса наділена потягом до руйнування. Її мета — зростання. Маса потребує напрямку, мети, що лежить за межами індивідуального, та ритму, який забезпечує її цілісність. Для утворення маси необхідний так званий «масовий кристал», міцної групи, навколо якої маса росте.
Канетті класифікує маси за «рушійним афектом»:
- Цькувальна маса, що скерована на вбивство;
- Біженська маса, що скерована на втечу;
- Заборонна маса, що скерована проти наявних правил;
- Обернена маса, що скерована проти недавніх правителів;
- Святкова маса.

## Твори
- Весілля (Hochzeit) 1932
- Засліплення (Die Blendung) 1935
- Комедія марнославства (Komedie der Eitelkeit) 1950
- Маса і влада (Masse und Macht) 1962
- Обмежені строком (Die Befristeten) 1964
- Провінція людини (Die Provinz des Menschen: Aufzeichnungen) 1973
- Характери (Der Ohrenzeuge: Fünfzig Charaktere) 1974
- Врятований язик. Історія однієї юності (Die gerettete Zunge: Geschichte einer Jugend) 1977
- З факелом у вусі. Історія життя 1921—1931 (Die Fackel im Ohr: Lebensgeschichte 1921—1931) 1980
- Переморгування (Das Augenspiel) 1985

## Українські переклади
У видавництві Юніверс видано роман Канетті в українському перекладі «Засліплення».
- Еліас Канетті, Засліплення, роман, пер. Олекса Логвиненко, Київ: Юніверс, 2003.

Видавничий дім «Альтернативи» 2001 року видав роботу
- Канетті, Еліас. Маса і влада / Пер. з нім. Олекси Логвиненка.

## Нагороди
У 1981 році був нагороджений Нобелівською премію з літератури.

## Почесні звання
26 квітня 1985 року йому було присвоєно звання «Почесний громадянин Відня».